# پوینت دو تورمگن
پوینت دو تورمگن (به لاتین: Pointe de Tourtemagne) یک کوه در سوئیس است که در کانتون وله واقع شده‌است. پوینت دو تورمگن ۳٬۰۸۰ متر بالاتر از سطح دریا واقع شده‌است.